# Julia Varady
Júlia Várady (n. Nagyvárad, Hungría, hoy Oradea, Rumanía , 1 de septiembre de 1941) es una soprano alemana de origen húngaro.
A los seis años comenzó a recibir lecciones de violín en el conservatorio de Cluj-Napoca y allí, a los catorce, cantó con Emilia Popp. Más tarde estudió con Arta Florescu en Bucarest.
Debutó como mezzosoprano, con la Ópera de Cluj en 1962, cantando en la ópera de Gluck Orfeo y como Fiordiligi en Cosi fan tutte.
En 1970 se unió a la Ópera de Fráncfort del Meno y más tarde cantó en los principales teatros de ópera de Europa. 
En 1973 se trasladó a la Ópera Estatal de Baviera en Múnich y después a la Deutsche Oper Berlin. Ha actuado en el Royal Opera House, Covent Garden, Londres; la Ópera Estatal de Viena; el Metropolitan Opera en Nueva York; el Teatro alla Scala en Milán; el Teatro Colón en Buenos Aires; en la Ópera de la Bastilla en París y en el Festival de Salzburgo. Interpretó el papel de Cordelia en el estreno mundial de la ópera de Aribert Reimann Lear (1978).
En 1977 se casó con el barítono Dietrich Fischer-Dieskau. A finales de los años 1990 se retiró de la ópera e imparte clases en la Hochschule für Musik Hans Eisler de Berlín.

## Discografía
- Beethoven, Sinf. n. 9 - Giulini/Varady/Van Nes, 1990 Deutsche Grammophon
- Beethoven: Missa Solemnis - Berlin Radio Chorus/Berliner Philharmoniker/Iris Vermillion/Julia Varady/René Pape/Sir Georg Solti/Vinson Cole, 1995 Decca
- Halévy: La Juive - Antonio de Almeida/José Carreras/Julia Varady/June Anderson/Philharmonia Orchestra, 1989 Philips
- Handel: Saul - Anthony Rolfe Johnson/Concentus Musicus Wien/Dietrich Fischer-Dieskau/Elizabeth Gale/Julia Varady/Konzertvereinigung Wiener Staatsopernchor/Nikolaus Harnoncourt/Paul Esswood, 1986 Teldec
- Mascagni: Cavalleria Rusticana - Julia Varady/Luciano Pavarotti/Piero Cappuccilli/Terry Edwards, 1978 Decca
- Mozart, Lucio Silla - Hager/Schreier/Auger/Varady, 1975 Deutsche Grammophon
- Mozart: Le nozze di Figaro - Monika Schmidt/Ingrid Kertesi/Claes H. Ahnsjö/Sir Colin Davis/Heinz Zednik/Orquesta Sinfónica de la Radio de Baviera/Cornelia Kallisch/Ferruccio Furlanetto/Marilyn Schmiege/Atsuko Suzuki/Helen Donath/Chor des Bayerischen Rundfunks/Siegmund Nimsgern/David Syrus/Michael Gläser/Julia Varady/Gerhard Auer/Alan Titus, 1991 BMG RCA
- Offenbach: Hoffmanns Erzählungen - Julia Varady, EMI/Warner
- Strauss J, Pipistrello - Kleiber/Varady/Prey, 1975 Deutsche Grammophon
- Strauss J: Der Zigeunerbaron - Dietrich Fischer-Dieskau/Julia Varady/Willi Boskovsky/Walter Berry/Chor des Bayerischen Rundfunks/Münchner Rundfunkorchester/Hanna Schwarz, Warner
- Strauss R: Die Frau ohne Schatten - Hildegard Behrens/José van Dam/Julia Varady/Plácido Domingo/Reinhild Runkel/Sir Georg Solti/Sumi Jo/Vienna Philharmonic Orchestra, 1992 Decca - Grammy Award for Best Opera Recording 1993
- Strauss R, Arianna a Nasso - Masur/Norman/Fischer-Dieskau, 1988 Decca
- Wagner-Szenen (Tannhäuser/Lohengrin/Die Walküre) - Bayerisches Staatsorchester/Chor des Bayerischen Rundfunks/Dietrich Fischer-Dieskau/Julia Varady/Peter Seiffert, 1996 EMI/Warner